# 澄碧邨

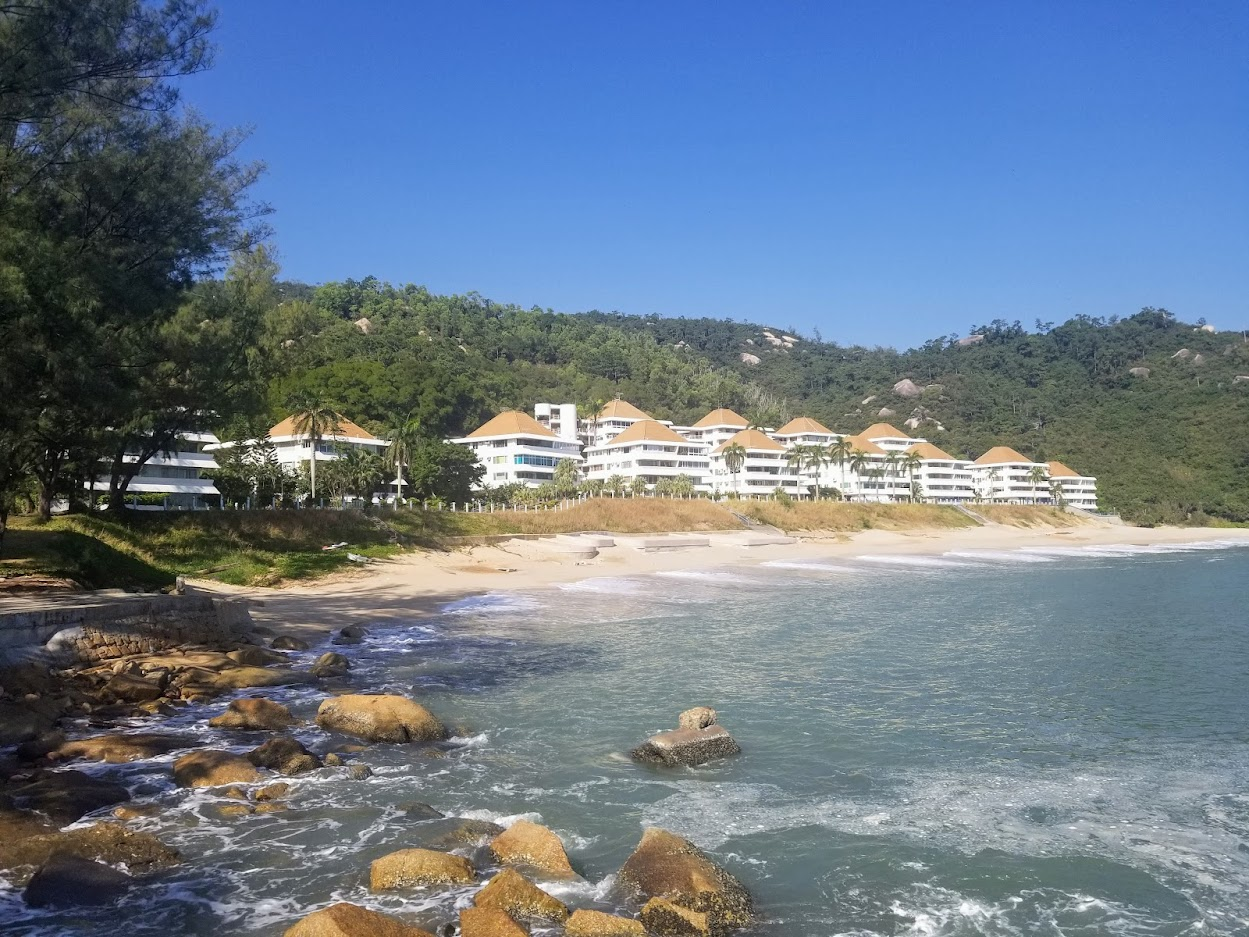
澄碧邨

澄碧邨（英語：Sea Ranch）是香港一座位於大嶼山芝麻灣半島二浪灣的私人屋苑。其於70年代由和記黃埔策劃興建並於1979年落成入伙，是該公司進軍地產首批項目。其以渡假村模式興建，設20幢4層高的臨海別墅，共有220個單位。
澄碧邨為香港最廉價及地理位置最偏僻的豪宅之一。其早年曾成為多間商業機構員工住宿地，唯因交通極為不便以及嚴重缺乏生活配套設施，導致雖然其售價租金與市區單位相比極為廉宜（同等條件的市區單位售價約為900萬、月租約為2萬），但仍鮮有人問津。其業主及租客中約有三分二僅將單位作渡假屋或外勞宿舍用途，為非常住人口；剩餘約佔三分一的常住人口多為退休長者，當中僅有極少數喜愛寧靜大自然生活的青壯年住戶。

## 地理
澄碧邨地處離島區大嶼山芝麻灣半島南端二浪灣沿岸，與長洲及石鼓洲隔海相望，是港澳航線路經可見的地方之一。由於該屋苑與最接近的芝麻灣路相隔著南大嶼郊野公園，加上芝麻灣半島南部沿海大都是峭壁和高山，至今沒有連接外界的道路，出入澄碧邨仍然以水路為主。

## 發展歷史
澄碧邨本以富裕階層為銷售對象。早期買家多屬國際大企業，供高級員工作消閒用途，故其使用較優質的建築材料，甚至獲譽為豪宅。全屋苑共有20座4層高的平房，坐北朝南，背山面海。於1979年8月（1至14座）至1980年11月（15至20座）分兩期落成入伙。
澄碧邨在落成初期，吸引了不少大企業大量購入單位，給予高級員工渡假之用，是澄碧邨的風光時期。但是1997年亞洲金融風暴後，香港樓價大跌，不少戶主都違反公契，把單位裝修成度假屋出租，此後澄碧邨的會所和泳池開始荒廢。及後來往澄碧邨的航班「私人化」，間接禁止住客把單位放租；加上把航班私人化後，出入市區的航班是免費的（後來此航班亦被取消），但戶主卻要繳交較高昂（小型單位1800；中型單位2500；大型單位3200）但包含有全部水費電費乃至往返長洲的私人渡輪管理費用。屋苑內目前没有基本生活所需設施，亦欠缺康樂和醫療設備。
2015年1月，香港立法會財委會通過撥款申請，在距离澄碧邨不到2公里的石鼓洲建造人工島，用以興建日处理量3000吨的超级大型垃圾焚化爐。但居民卻擔憂焚化爐過於接近澄碧邨，在燃燒廢物時釋出的二噁英等有毒致癌氣體會影響健康，一直極力反對興建。澄碧邨雖擁有優良的自然環境，但因為上述種種原因而導致屋苑有較高的空置率（約百份之六十的單位沒有人購買和租住），其呎價亦遠低於市場平均值。在2023年只需約100到350萬左右港元便能購買一千呎或以上的單位（相當於1990年代市價水平），甚至曾有希望搬出市區居住的業主嘗試以「0元」放租，最終卻因交通、娛樂及日常生活配套太差而無人問津。
對於潛在本地買家而言，澄碧邨與市區極昂貴但狹窄的單位相比，擁有面積大、無敵海景、環境清幽而且租金低廉甚至免租的優勢，亦因此吸引一些追求寧靜居住環境、慢活及希望盡快置業的香港人跟地產團搭澄碧邨私人渡輪前來參觀。不過始終礙於交通、娛樂及日常生活配套極差的因素，即使大自然環境極佳兼沒有任何人為噪音污染也鮮有人願意購買或者租住澄碧邨的單位，就算是最終決定購買或租住也因各種交通配套問題較快會放盤。在2015年至2017年間，澄碧邨更只有約10宗成交，成交量遠低於任何一個市區屋苑。

## 屋苑設施和管理

### 設施
屋苑自設私人碼頭、會所、游泳池、燒烤場和直昇机停机坪等設施，但會所、游泳池和直昇机停机坪均已废弃。屋苑欠缺超級市場、士多、餐廳、街市、商場、診所以及學校等必需設施，甚至連飲水機和自動販賣機也沒有，僅設有一個公廁。居民的基本日用品只可選擇乘船到一海之隔的長洲或港九市區購買。另外屋苑到了2018年才有電訊盈科光纖網絡覆蓋，不過有居民反映經常收不到網絡訊號，即使能連網網速也極為緩慢。

### 管理
澄碧邨實行禁閉管理，類似香港政府管制香港邊境禁區的措施，除了澄碧邨居民、以徒步遠足方式前來澄碧邨的遊客和負責巡邏的大嶼山南分區的警察外，所有外來人士前來遊覽、採訪以至拍攝劇集（包括居民的親友、記者、演員、本地和外籍遊客等）必須在屋苑的登岸碼頭由保安員確定人數和通知業主或租客以確認身份，否則保安員基本上不會放行，外來人士亦需要即時乘坐渡輪返回長洲。

## 環境
澄碧邨幾乎人跡罕至，居民、遊客及前來拍攝的人都甚少，又沒有任何商場、食肆、超市、戲院和展覽場地，以及任何陸路公共交通（包括接駁巴士）配套，與最近而備有日常配套的長洲也至少距離5公里，離市區更超過20公里。因此屋苑沒有人為和汽車噪音污染而令環境恬靜清幽，反而能聽到大自然生物聲音，到了晚上「能聽着海浪拍打岸邊的聲音」入眠。亦因上述原因，澄碧邨幾乎不會有熱島效應、光污染及噪音污染的問題，是香港其中一個理想的觀星地點。

## 交通

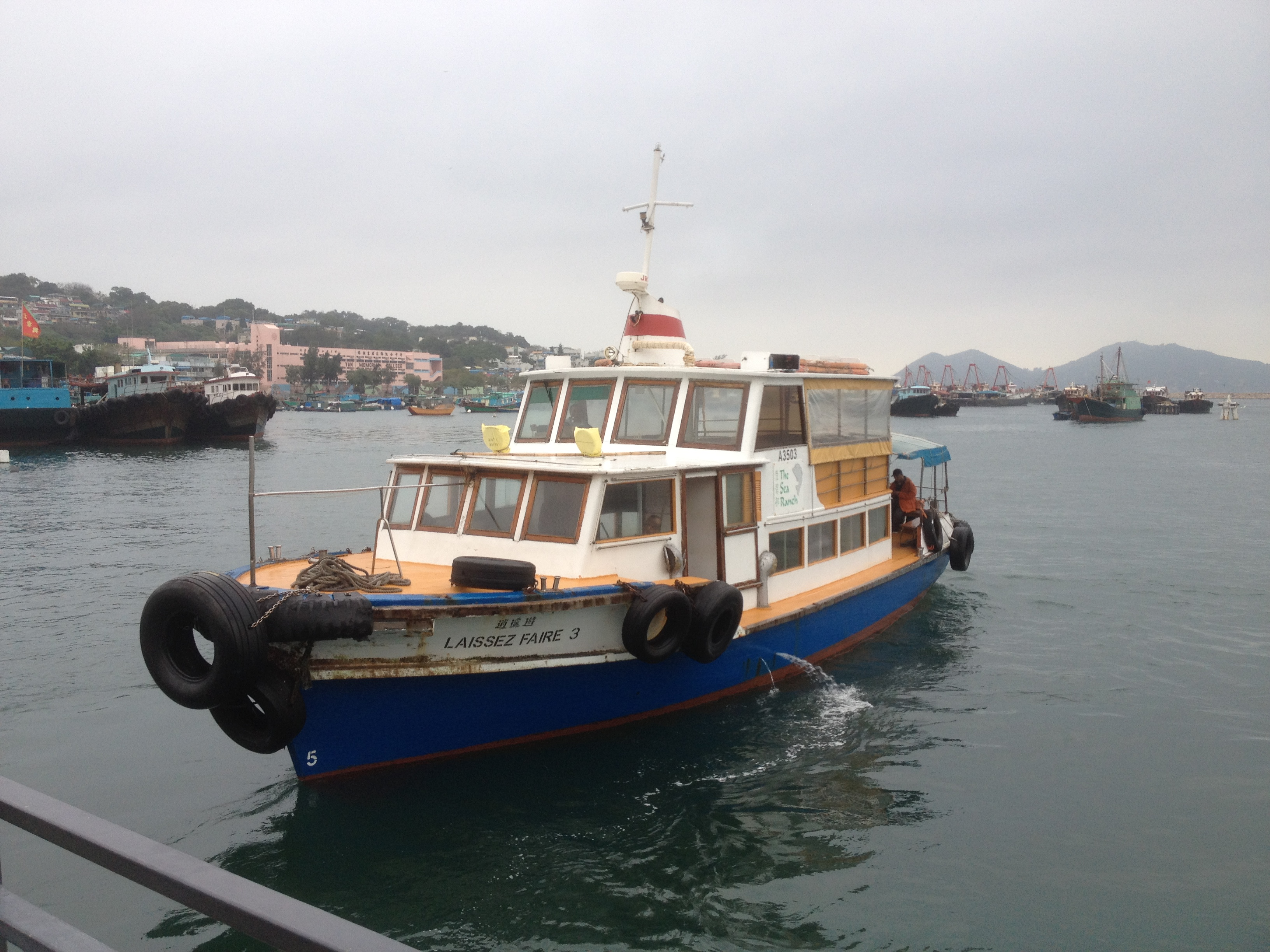
澄碧邨來往長洲的航線

澄碧邨對外交通非常不便。雖然位處於大嶼山的芝麻灣半島最南端，不過並沒有任何道路（包括馬路、行人路）通往大嶼山其他地區，僅有一條崎嶇而具備原始生態的芝麻灣郊遊徑連接貝澳，步行至貝澳需時2小時以上（約5公里），這使澄碧邨在港人眼中猶如「與世隔絕」、「世外桃源」的地方。所以當澄碧邨的居民需要前往長洲以外的地區時，都必須先乘搭渡輪到長洲，再轉乘往中環、梅窩的渡輪，以接駁巴士、小巴、的士、港鐵或電車等其他交通工具到其他地區。
澄碧邨建有一個不完全對外開放的碼頭，早期進出澄碧邨的居民只能依靠一些不穩定的航線來往中環或長洲；後期和記黃埔自組澄碧邨船隊，可從尖沙咀公眾碼頭或中環9號碼頭乘船直達，來往澄碧邨的船隻班次變得較固定，但發展商把船班和碼頭「私人化」，只允許澄碧邨的居民或有關工作人員乘搭此航線，藉此限制其他人進入澄碧邨，不過後來來往澄碧邨至中環的船班因油價昂貴的關係而永久停辦。現時只剩下來往長洲的每日常規航班，但班次極為疏落，大約1至3小時才有一班渡輪。據澄碧邨居民透露，若要前往中環需時最少2小時，而前往長洲的渡輪亦最少需要20分鐘。與其他屋苑比較，現時的澄碧邨與早期開發的愉景灣較為相似，當時愉景灣同樣沒有道路對外連接香港市區只能依靠渡輪，可是澄碧邨比當年的愉景灣更為偏僻（因為愉景灣渡輪能直達中環）。

## 流行文化
於1986年推出、由香港女歌手陳慧嫻主唱的粵語流行曲《跳舞街》的首版音樂影片乃於澄碧邨取景。

## 外部連結
- The Sea Ranch Lantau island
- 澄碧邨業主立案法團長洲至澄碧邨航線
- 乜原來澄碧村有50萬呎會所？ （页面存档备份，存于）
- Hong Kong Hiking Web 有關澄碧村 （页面存档备份，存于）
- 地產多聲道：澄碧村租平偏僻合避世 （页面存档备份，存于） 蘋果日報 2002年12月9日

22°12′53″N 113°59′22″E / 22.214665°N 113.989574°E